# Воден паяк
Водните паяци (Argyroneta aquatica) са вид паякообразни от семейство Cybaeidae.
Таксонът е описан за пръв път от Карл Александър Клерк през 1758 година.

## Подвидове
- Argyroneta aquatica japonica